# San Gioacchino ai Prati di Castello (titolo cardinalizio)
San Gioacchino ai Prati di Castello (in latino: Titulus Sancti Ioachimi) è un titolo cardinalizio istituito da papa Giovanni XXIII il 12 marzo 1960 con la costituzione apostolica Ad Romanorum Pontificum. Il titolo insiste sulla chiesa di San Gioacchino, sita nel rione Prati e sede parrocchiale istituita da papa Pio X il 1º giugno 1905.
Dal 22 febbraio 2014 il titolare è il cardinale Leopoldo José Brenes Solórzano, arcivescovo metropolita di Managua.

## Titolari
- Bernard Jan Alfrink (31 marzo 1960 - 16 dicembre 1987 deceduto)
- Michele Giordano (28 giugno 1988 - 2 dicembre 2010 deceduto)
  - Titolo vacante (2010 - 2014)
- Leopoldo José Brenes Solórzano, dal 22 febbraio 2014